# ゾンビのあふれた世界で俺だけが襲われない
『ゾンビのあふれた世界で俺だけが襲われない』（ゾンビのあふれたせかいでおれだけがおそわれない）は、裏地ろくろによる日本の新文芸・ジュブナイルポルノ。元々は小説投稿サイト「小説家になろう」の成人向け姉妹サイト「ノクターンノベルズ」にて2013年1月9日より裏路地の名義で連載されていた。2017年2月時点で第3章まで連載され、その後は更新が停止している。書籍版は「ノクスノベルス」（フロンティアワークス）より刊行されている。
メディアミックスとして、アダルトゲーム化、漫画化、テレビアニメ化が企画されている。

## あらすじ
1章
元サラリーマンの武村雄介は会社が倒産してしばらくは自宅に引き籠っていたが、一段落して家を出ようとした際、不審な男に襲われ、体調が悪くなったため家で寝込むことになる。雄介が起床し、インターネットで情報を調べると世界にはゾンビが溢れて社会が崩壊していることを知る。雄介が外に出てもゾンビが襲ってくる様子は無かったが他の人間は襲われており、自身がゾンビに襲われない何らかの特殊体質になっていることに気づいた雄介は、ゾンビ化したと思われる同じ階の女性・黒瀬時子をベッドに縛り、性行為を行う。
2章
生きている人間を探して街を探索していると、大型スーパーへで籠城していた少女・藤野深月と深月の弟・優と隆司に出会う。雄介は3人に食料を渡す代わりに、深月へと性行為を持ちかける。仕方なく雄介の提案を受けるが、何度か行ううちに嫌になった深月はある日、弟と3人でスーパーから逃げ出そうとする。しかしそのとき実際にゾンビに襲われかけたことで、命がけの状況であるということを実感し、雄介にも警戒を解くようになる。山の野外センターへ移るための準備をしながらスーパーで生活していたが、ある夜に大規模な停電が起き、街の一角で火災が発生する。調査に向かった雄介は火災現場の大学キャンパスで知性を持ったゾンビ・髑髏男に遭遇する。髑髏男に脅威を感じ、排除しようと試みるが、同様の知性体のゾンビが十体近く解放されていることを知り、撤退を選ぶ。帰還したスーパーでは深月たちが館内で生き残った男に襲われ優は死亡、隆司も怪我をしてしまう。ラジオの無線により、市役所に大勢の生き残りがいることを知り、医者を求めそこに向かう。
3章
3人が市役所に行くと深月の幼なじみ・高崎敦史がおり、深月は敦史と共に過ごすことになる。自衛隊の救助はヘリが燃料不足のため、怪我人が優先して救助されることになり、深月は隆司だけを先に送り出す。救助が先送りとなったことで市役所では食料の問題が持ち上がるが、工務店の社長らのグループが食料の調達に向かうことになり、雄介もこれに同行して食料調達を成功させる。さらに雄介は単身バイクで自衛隊の駐屯地へ様子を見に行くが、小さな女の子と隆司を残してほかの住人は別の場所に避難したようで、雄介は2人を連れて帰る。医者の牧浦さやかと雄介は牧浦の父の病院へと向かい、隆司の手術を行う。牧浦は、唯一弱みを見せられる相手である雄介には次第に心を許していく。自衛隊の救助が期待できなくなったため、雄介は野外センターへ移ることを提案するが、市役所内に反乱者が現れ、さらにその混乱に乗じて知性体に率いられたゾンビたちの襲撃を受ける。防戦の中で雄介は知性体のゾンビに噛まれるが、ゾンビとならなかったことで不信に思われる。自分のことを擁護した深月の立場まで危うくなることを危惧した雄介は、自らの体質を明かして自分から出ていくことを決める。市役所から脱出する避難民のために、ゾンビを引き付けて一人残った雄介はバイクを破壊されながらも何とか知性体のゾンビを振り切る。しかし逃げ込んだ地下道で遭難し、衰弱死しかけたところを時子に救われる。その後、避難民たちが無事野外センターに辿り着いたことを遠巻きに確認した雄介は、誰にも見つからないうちにその場から去ろうとするが、気づいた深月に引き留められ残ることになる。

## 登場人物
声はゲーム版の声優。
武村雄介（たけむら ゆうすけ）
主人公。不審な男に襲われた後、ゾンビに襲われない性質を得る。利己的な性格で、他人との関わりを避けようとしている。
黒瀬時子（くろせ ときこ）
声 - 柚原みう
雄介と同じ階に住んでいる女性。既にゾンビ化している。
藤野深月（ふじの みつき）
声 - 葉月雨
スーパーで出会った少女。はじめはプライドが高かったが、生き延びるために積極的に行動する。
藤野優（ふじの まさる）
深月の弟。スーパーで襲われ、死亡する。
藤野隆司（ふじの たかし）
深月の弟。スーパーで襲われて怪我をし、虫垂炎を発症するが手術により事なきを得る。
高崎敦史（たかさき あつし）
深月の幼なじみ。
牧浦さやか（まきうら さやか）
声 - 橘まお
産科医。市役所で避難している唯一の医者であり、リーダー的な立ち位置も担っている。オーバーワークから、鎮静剤を乱用している。
社長（しゃちょう）
工務店の社長。雄介と同じ頃に部下たちと共に市役所に避難してきた新参組。食料の調達を成功させたことで新たに市役所の運営委員会のメンバーとなる。
工藤（くどう）
社長の部下。
佐々木（ささき）
社長の部下。元自衛官。
小野寺（おのでら）
気弱な大学生。社長の食料調達に同行したことが切っ掛けで工藤と行動を共にするようになる。
女の子（おんなのこ）
自衛隊の駐屯地で隆司の看病をしていた女の子。ほとんどしゃべらないため名前も不明だが、隆司にだけは気を許している。
髑髏男（どくろおとこ）
知性体と呼ばれるゾンビたちのリーダー。

## 書誌情報
- 裏地ろくろ（著）・サブロー（イラスト） 『ゾンビのあふれた世界で俺だけが襲われない』 フロンティアワークス〈ノクスノベルス〉、既刊3巻（2017年3月11日現在）
  1. 2016年2月12日発売[2]、ISBN 978-4-86134-860-0
  2. 2016年8月12日発売[3]、ISBN 978-4-86134-901-0
  3. 2017年3月11日発売[4]、ISBN 978-4-86134-986-7

## アダルトゲーム
SPERMATIONのブランド「SEACOXX」により、2015年2月20日にダウンロード版が、2016年1月29日にパッケージ版がそれぞれ発売された。
続編としてVol.2が2018年3月30日に、Vol.3が4月13日に、外伝であるVol.0が4月27日にダウンロード版として発売。その後パッケージ版が6月29日に発売された。

## 漫画
「コミックシーモア」などで配信のウェブコミック配信サイト『COMICらぐちゅう』（フロンティアワークス）にて2021年6月25日より連載中。作画は増田ちひろ。
- 裏地ろくろ（原作）、サブロー（キャラクター原案）、増田ちひろ（漫画） 『ゾンビのあふれた世界で俺だけが襲われない』 フロンティアワークス〈COMICらぐちゅう〉、既刊4巻（2025年4月4日現在）
  1. 2022年3月4日発売[8]、ISBN 978-4-86657-524-7
  2. 2023年1月4日発売[9]、ISBN 978-4-86657-628-2
  3. 2024年2月5日発売[10]、ISBN 978-4-86657-736-4
  4. 2025年4月4日発売[11]、ISBN 978-4-86657-849-1

## テレビアニメ
AT-Xにて2026年に放送予定。

## 評価
書籍版1巻は発売前に重版となった。シリーズ累計発行部数は40万部を突破している。
コミックシーモアによる本作の漫画版の広告で、雄介と深月の「抱かせろ」「っ…!!男の人っていつもそうですね...！私たちのことなんだと思ってるんですか!?」というシーンが話題となり、多数のコラ画像が制作されるなどインターネット・ミームとなり、ガジェット通信が主催する『ネット流行語大賞2021』にて銀賞を受賞した。コミックシーモアでは2021年7月・8月の青年漫画月間ランキング1位となっている。